# Czesław Nałęcz
Czesław Nałęcz (ur. 3 grudnia 1892 we wsi Rutki, zm. 26 czerwca 1941 w Mińsku) – polski farmaceuta, działacz związku zawodowego farmaceutów w okresie II RP.

## Życiorys
Urodzony we wsi Rutki w powiecie makowskim. Syn rolnika Szymona i Heleny z domu Wiśniewskiej. Miał liczne rodzeństwo, wychowywał się w trudnych warunkach materialnych. Po ukończeniu 6 klas gimnazjalnych rozpoczął w 1914 praktykę w aptece w Kutnie. W związku z działaniami wojennymi przeniósł się po roku do Rosji, gdzie kontynuował praktykę w aptece. W 1917 zdał egzamin dyplomowy na Uniwersytecie Charkowskim i uzyskał stopień pomocnika aptekarskiego. W latach 1917–1921 pracował jako pomocnik w aptekach publicznych oraz wojskowych w Rosji Radzieckiej. Uczestniczył wówczas w akcjach związków zawodowych. 
W 1921 powrócił do Polski i podjął pracę w jednej z aptek społecznych Kasy Chorych w Warszawie. Rozpoczął działalność społeczną w ruchu zawodowy. W 1924 został sekretarzem generalnym Związku Zawodowego Farmaceutów Pracowników (ZZFP) w Rzeczypospolitej Polskiej i przez 12 lat kierował pracami jego Zarządu Głównego oraz jego 24 oddziałami terenowymi. W styczniu 1925 został wybrany do Komitetu Redakcyjnego pisma „Kronika Farmaceutyczna”, a w latach 1929-1936 był jego naczelnym redaktorem. W ZZFP pełnił kolejno funkcje sekretarza i prezesa. Wchodził w skład Komitetu Wykonawczego Unii Związków Zawodowych Pracowników Umysłowych RP oraz wielu zrzeszeń społecznych i zawodowych. Był m.in. członkiem Państwowej Naczelnej Rady Zdrowia, Obywatelskiego Komitetu Pożyczki Narodowej, Naczelnego Komitetu Propagandy Pożyczki. Uczestniczył w zjazdach międzynarodowych i konferencjach farmaceutycznych. W 1931 został wybrany prezesem Międzynarodowej Unii Farmaceutów Pracowników. Przez trzy lata był wiceprezesem Federacji Farmaceutów Słowiańskich, a w latach 1934–1936 jej generalnym sekretarzem.
Był inspiratorem i współorganizatorem kursów przy Uniwersytecie Warszawskim, które ukończyło kilkuset pomocników aptekarskich. Sam też w 1925 uzyskał stopień prowizora farmacji. Należał wraz z prof. Bronisławem Koskowskim i innymi do założycieli Komitetu Budowy Gmachu dla Wydziału Farmaceutycznego Uniwersytetu Warszawskiego.
Sympatyzował z Polską Partią Socjalistyczną i współpracował z jej działaczem, posłem na Sejm Tadeuszem Regerem. W 1936 przeniósł się do Wilna i objął tam kierownictwo nowo założonej apteki nazwanej „Jagiellońską”. Zmniejszył wówczas aktywność związkową. Opublikował w latach 1924–1926 około 90 artykułów w „Kronice Farmaceutycznej”, omawiając w nich stosunki zawodowe w aptekarstwie, życie związkowe farmaceutów, ustawodawstwo aptekarskie i inne. Zginął w okolicach Mińska na Białorusi podczas działań wojennych. Był ożeniony z Wandą Skulimowską. Miał syna Janusza, który poległ 12 października 1943 pod Lenino jako żołnierz 1 Polskiej Dywizji Piechoty im. Tadeusza Kościuszki.